# Улица Леонтовича (Киев)
У́лица Леонто́вича — улица в Шевченковском районе города Киева, пролегает от улицы Богдана Хмельницкого до бульвара Тараса Шевченко.
Прилегает Ботаническая площадь, территория Владимирского собора.

## История
Возникла в 60-х годах XIX века. В 1869 году получила название Гимназическая, связанное со Второй Киевской гимназией, располагавшейся рядом.
Современное название — с 1921 года, в честь композитора Николая Леонтовича.
Существующая застройка улицы возведена в конце XIX — в 1-й трети XX века.

## Транспорт
- Станция метро «Университет»

## Здания
- № 4 — Посольство Королевства Бельгия
- № 5 — Институт мировой экономики и международных отношений
- № 9 — Институт биохимии имени А. В. Палладина НАН Украины
- № 11 — Киевский колледж связи

## Мемориальные доски
- На здании № 6а установлена мемориальная доска А. С. Макаренко, который проживал в здании в течение 1935—1937 годов.
- На здании № 9 установлена доска А. В. Палладину, проживавшему в здании в течение 1935—1972 годов.